# Agrowill Group
Agrowill Group est une entreprise lituanienne d'agroalimentaire faisant partie de l'OMX Vilnius, le principal indice de la bourse de Vilnius. Elle produit des céréales, du lait, et a été reconnue en 2009 plus grande société privée d'agroalimentaire d'Europe.